# Herbert Hagen
Herbert Hagen, född den 20 september 1913 i Neumünster, död den 7 augusti 1999 i Rüthen, var en tysk SS-Sturmbannführer. Herbert Hagen blev år 1937 chef för avdelning II:112, det så kallade Judenreferat (judiska avdelningen) inom SD-Hauptamt, och Adolf Eichmanns överordnade. 

## Biografi
År 1937 företog Hagen och Eichmann en inspektionsresa till Brittiska Palestinamandatet för att sondera möjligheterna för en judisk massutvandring från Tyskland till Palestina. De anlände sjövägen till Haifa, men fick endast gå iland i 24 timmar och reste vidare till Alexandria och sedan till Kairo. I Kairo hade Hagen och Eichmann ett möte med Franz Reichert, korrespondent för Deutsches Nachrichtenbüro, och Feivel Polkes, en palestinsk jude, som var en av Reicherts informatörer. Polkes föreslog, att Tyskland skulle låta 50 000 judar om året emigrera till Palestina. Eichmann och Hagen förkastade dock detta förslag med hänvisning till emigrationens enorma kostnader och att upprättandet av en oberoende judisk stat i Palestina på intet sätt låg i Tysklands intresse.
År 1940 kommenderades Hagen till det ockuperade Frankrike i blev där befälhavare för Sicherheitspolizei (Sipo) och Sicherheitsdienst (SD) i Bordeaux. Han kom att ha ett nära samarbete med Helmut Knochen och Carl Oberg.
År 1955 dömde en fransk militärdomstol Hagen till livstids fängelse in absentia. År 1978 ställdes Hagen, Kurt Lischka och Ernst Heinrichsohn inför rätta i Köln för sin delaktighet i deportationen av judar från Frankrike. Hagen dömdes i februari 1980 till 12 års fängelse.